# Luna fantomelor
Luna fantomelor (titlu original: They Wait) este un film canadian de groază din 2007 regizat de Ernie Barbarash. Rolurile principale au fost interpretate de actorii Jaime King, Terry Chen și Regan Oey.

## Prezentare
Jaime King este Sarah - o mamă care încearcă să afle adevărul și să-și salveze fiul atunci când este amenințat de spirite în timpul tradiției chineze denumită „Luna fantomelor”.

## Distribuție
- Terry Chen - Jason
- Jaime King - Sarah
- Regan Oey - Sammy
- Cheng Pei-pei - Aunt Mei
- Henry O - Pharmacist
- Colin Foo - Raymond
- Chang Tseng - Xiang
- Vicky Huang - Shen
- Michael Biehn - Blake
- Donald Fong - Ben
- Wally Houn - Pang
- Stephen M.D. Chang - Funeral Director
- Donny Lucas - Sam's Doctor
- Suzanne Bastien - Nurse #1
- Erika Conway - Nurse #2
- Grace Fatkin - Receptionist
- Joseph May - Paramedic
- Yee Jee Tso - Pharmacy Store Clerk
- Paul Wu - tânărul Raymond
- Maggie Ma - Young Mei
- Nelson Wong - Young Ben
- Vincent Tong - tânărul Xiang
- Igor Ingelsman - Worker

## Producție
A fost filmat în Vancouver, în martie 2007.